# 木版

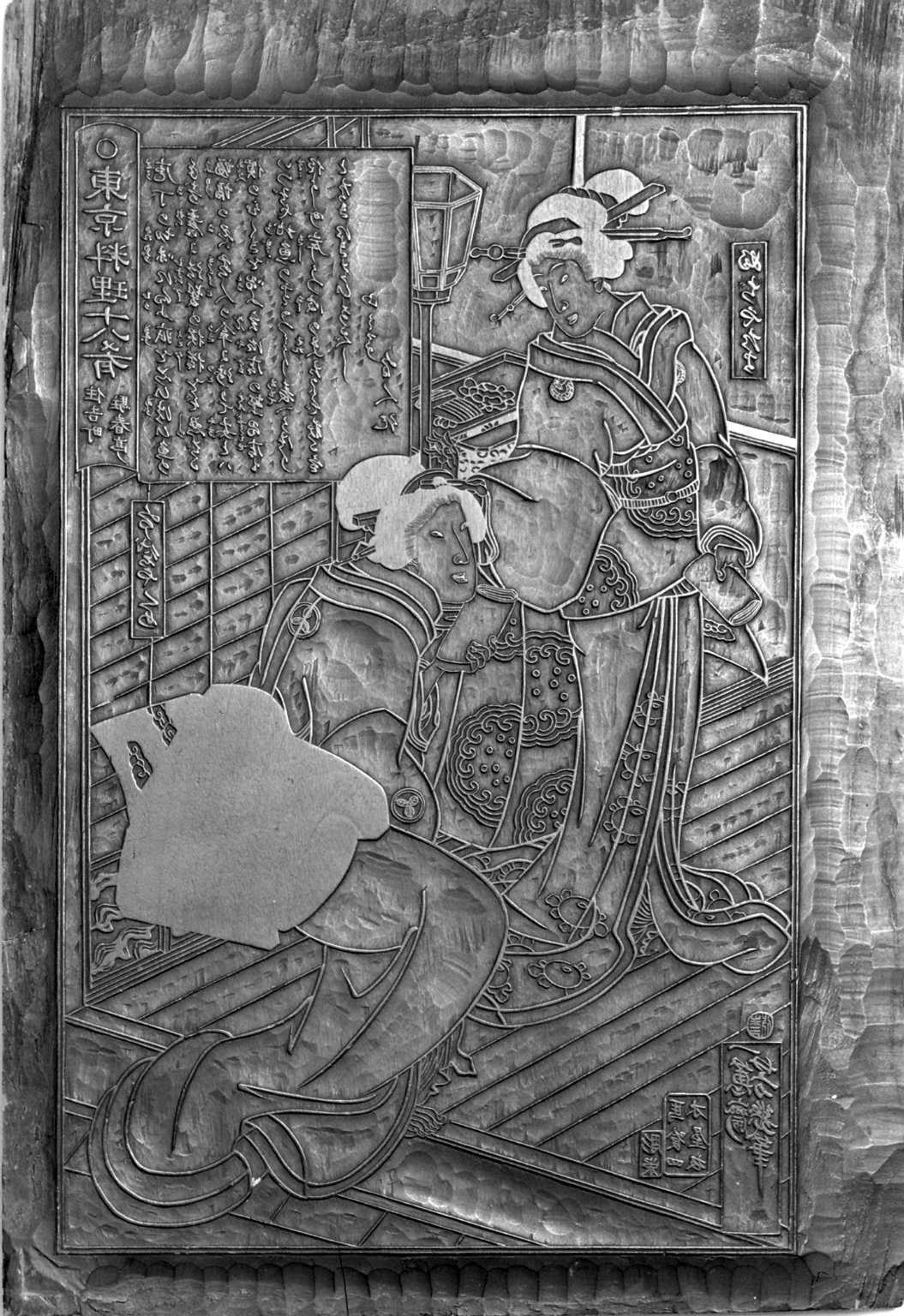
浮世絵の木版

木版（もくはん）とは、版木/板木（はんぎ）とも呼ばれ、印刷のために文字や絵画などを反対向きに刻した板。木版印刷や木版画制作に用いられる。

## 概要

### 用材
文字や絵などを彫刻した木版。適した用材は桜、梨、林檎、菩提樹などで，日本では木版としては、梓や山桜などの柾目を用い，必要に応じて細かい彫りの部分に黄楊の木口を象眼し，これに書画を裏返しに張って彫る。彫板、形木ともいい、中国では古く梓 (あずさ) を用いたので梓とも呼ぶ。

### 木活字による印刷
活版印刷は8世紀後半の隋唐期の中国にルーツがあるとされ、朝鮮・日本などの周辺諸国に広まった。仏教を国教とした高麗においては10 - 13世紀に木版印刷による経典の印刷が盛んに行われた。高麗版大蔵経は11世紀に国家事業として刊行されたが、モンゴルの侵攻によって焼失し、その後13世紀に再刊、現在は海印寺大蔵経板殿に所蔵されている。高麗の木版印刷は、日本にももたらされ、日本の仏教やその他の文化にも大きな影響をもたらした。西洋にも同様の技術は存在したが、東洋において特に盛んに行われた。宋元以後の中国における学術・文芸の振興や江戸時代の日本における浮世絵の盛行も、木版なくしては語ることは出来ない。

### 板木の再利用、木版の転売と流通
木版は両面に刻まれるが、板木の表面を削って新たに削りなおすことで再利用が可能である。また、保存状況が良ければ、100年単位で印刷に用いることが可能となるはずであるが、実際には、墨が付いている部分を残して虫食いなどによって空洞ができ再版に利用できない場合が多い。また、当該印刷物が普及した後にその木版自体を商品として当該印刷物を必要とする他の地方に転売して利益を得る方法も存在した。そして、何よりも同一内容の印刷物を短時間に大量に生み出して広範に広めることが可能であった。ただし、前述のように誤字脱字の発生など木版そのものの製造にコストがかかるため、複数人が資金を出して木版を作って印刷を行い、利益を配分する事も行われた。更に木版には費用と利益の両面よりそれ自体に資産的価値を有したため、前近代の東洋では著作物を考案・執筆した著作者よりも、そこから実際の印刷物を生み出す木版の出資者・所有者（いわゆる「版元」）の方が著作物による権利や利益を受ける権利があると考えられ、著作権概念の発達が阻害された側面も有した。それでも、木版が人類の学問・文学・芸術の発展に重要な役割を果たした。

## 作業
原木を切り出して一定の厚さを持つ両面平坦な木版を作り、歪みや亀裂を防ぐために塩水に浸したり樹脂を抜いた後に、陰干しをする。その後、版木の両端に把手（はしばみ）を付けて歪みを防ぐとともに側面に書名や巻数、ページ数などを刻んで必要ではない木版を誤って印刷をすることのないようにする。また刷り面の中央部分で2つ折出来る構造になっている構造のものもあり、これを版心（はんしん）と呼ぶ、中国や朝鮮では版心に実際に刻した人物（刻手）の氏名・住所、総字数などを記して後日の彫り賃などの証明代わりとした。今日では、そこから得られた版手の情報を元に木版が作られた時代や場所を特定する研究法が存在する。
こうした作業と並行して、刷りあがり後を想定して紙に内容を書き（版下）、それを木版に裏返しに貼り付け、文字や絵など以外の部分を除くように彫る陽刻や反対に文字や絵の部分を除くように彫る陰刻、印刷物を版下に用いて精密に刻する覆刻などによって木版に凹凸を付けていく。その際には徹底した校正が行われ、誤字脱字が一言一句交じることのないように精密に刻む必要がある（一度間違えた場合には修正が困難である）。その後、木版に墨を塗り、湿らせた紙を上に載せてばれんなどで紙背を擦って写し取ることで、片方だけが刷られた片面摺の印刷物が完成する。その印刷物そのもの、あるいはそれを半分に折って1丁（2ページ分）としてまとめた後に糊付・糸綴をして本の体裁にしたものを、整版（せいはん）と呼ぶ。また、巻経を摺るための木版である長版の技術を応用して、2丁・3丁分を1度に摺ることも行われた。